# Distretto di Chaonan
Il distretto di Chaonan (潮南区S, CháonánP) è un distretto della Cina, situato nella provincia del Guangdong e amministrato dalla prefettura di Shantou.